# 磁気トルカ
磁気トルカ（じきトルカ）とは、電磁石と 地球磁場との作用を利用して、主として小型の人工衛星の姿勢制御を行う装置である。

## 概要
人工衛星内部のコイルに電流を流して、コンピュータでの制御可能な電磁石を作り、地球磁場との作用で磁気モーメントを発生させ 、人工衛星にトルク（角加速度）を与える装置、およびそれによる姿勢制御を行うシステムである。
長所は、電力は太陽電池・蓄電池等から供給するため、長時間の作動が可能で、スラスターと異なり燃料が不要で、単純な機構なので故障の確率も低い装置であること。電磁石の制御さえできれば、信頼性が高く低コストで小型化が可能なこと。モーメンタムホイール等のような全体の角運動量が保存されるものではなく、外部から角運動量を得る装置であること（そのためたとえば、モーメンタムホイールの回転量を徐々に下げる「アンローディング」のために併用される）などである。
短所は、長時間の作動により角運動量の総量としてはカバーできるものの、他の手段に比べ絶対的なトルクが小さくクイックな挙動に対処できないこと、また地球から離れるに従い磁場は急激に弱くなるため、近地球衛星だけの使用に限られること、などである。

## 使用例
- Cute-1.7 + APD
- FORTE
- HIT-SAT
- SUNSAT
- USERS
- あけぼの
- ぎんが
- たんせい2号
- はくちょう
- ひとみ
- ふじ3号
- HIT-SAT
- れいめい
- KOSEN-1（英語版）